# Glenn Heights (Teksas)
Glenn Heights je grad u američkoj saveznoj državi Teksas. Prema popisu stanovništva iz 2010. u njemu je živjelo 11.278 stanovnika.